# هنري غراي (سياسي)
هنري غراي (بالإنجليزية: Henry Gray)‏ هو محامي وسياسي أمريكي، ولد في 19 يناير 1816 بمقاطعة لورينز في الولايات المتحدة، وتوفي في 11 ديسمبر 1892 في نفس البلد. انتخب عضو مجلس ولاية لويزيانا وانتخب عضو مجلس نواب مسيسيبي وانتخب عضو مجلس نواب لويزيانا.